# Dugesia nannophallus
Dugesia nannophallus és una espècie de triclàdide dugèsid que habita a Sri Lanka. Els espècimens de D. nannophallus poden arribar a mesurar 6,5 mm de longuitud i 1,2 mm d'amplada.